# Жбандај
Жбандај (итал. Sbandati) је насељено место у Републици Хрватској у Истарској жупанији. Административно је у саставу Града Пореча.

## Географија
Жбандај се налази 6 км југоисточно од Пореча на надморској висини од 132 м. Према попису из 2012. има 296 становника. Смјештен је на брежуљку покрај главног пута (Д 302) Пореч — Бадерна, на раскрсници са путем за Свети Ловреч. Жбандају гравитирају насеља: Буићи, Филипини, Јехнићи, Кадуми, Кирмењак, Ладровићи, Мичетићи, Михелићи, Монтижана, Радмани, Радоши, Ружићи и Веленики.
Жбандај и околна насеља административно припадају граду Поречу, у којем већина становништва углавном ради. Остало је још мало оних кије са баве пољопривредом. Околина Жбандаја се интензивно урбанизује, а изградња је пре свега у функцији масовног туризма поречког приобаља.

## Историја
Шире подручје је било настањено од праисторије (илирске градине из бронзаног доба), а у античко доба припадало је Парентинском подручју. После ратних дешавања и епидемија које су га демографски опустошиле, у Жбандају се 1570. године настањује капетан Јурај Филипин са 40 породица из Земуника у Задарском залеђу. То је било у склопу организоване колонизације коју је млетачка власт проводила са избеглицама из подручја под њеном влашћу која су била захваћена ратом са Османлијама. Досељеницима је додељивана необрађена земља на локалитетима напуштених и ненасељених средњовековних села, што је доводило до ширења новонасталих насеља. Својим доласком досељеници су утицали на промену у структури пољопривредеа на начин да сточарство постаје једнако заступљено као и земљорадња. Године 1607. помиње се да је жупан Жбандаја био Шиме Филипин, што доказује постојање организоване локалне власти. Број становника у више се наврата следећих деценија повећавао досељавањем нових избеглица. Након 1622. године наишао је нови талас насељавања Порештине колонистима претежно из Далмације, Црне Горе, Босне, Албаније, као и из Фурланије, Тревиза и грчког Крита.
Тробродна жупна црква Светих Ивана и Павла Мученика изграђена је на месту старије цркве из 1595. године, у периоду досељавања становника из Далматинскога залеђа, када је основана и жупа. Звоник је висок 20 м, а у унутрашњости цркве има више уметнина рустичних карактеристика те крстионица са уклесаном 1688. годином.

## Становништво
Према последњем попису становништва из 2001. године у насељу Жбандај је живело 296 становника који су живели у 70 породичних и 12 самачких домаћинства.
Кретање броја становника по пописима 1857—2001.
| година пописа  | 1857. | 1869. | 1880. | 1890. | 1900. | 1910. | 1921. | 1931. | 1948. | 1953. | 1961. | 1971. | 1981. | 1991. | 2001. | 2011. |
| бр. становника | 1521. |       |       |       |       |       |       |       |       |       |       |       |       |       |       |       |

Напомена:У 1857, 1869, 1921. и 1931. садржи податке за насеља Буићи, Дековићи, Јехнићи, Кадуми, Кирмењак, Ладровићи, Михелићи, Монтижана, Радмани, Радоши код Жбандаја, Ружићи и Веленики и Вржнавери. Од 1857. до 1880, 1921. i 1931. садржи податке за насеље Филипини, a u 1857, 1869, 1890, 1921. i 1931. за насеље Мичетићи. 